# Дьяконов, Михаил Григорьевич
Михаил Григорьевич Дьяконов (6 сентября 1881, Тула — 12 декабря 1941, Ленинград) — конструктор артиллерийских боеприпасов, взрывных устройств, взрывателей в Российской империи и СССР.

## Биография
Родился 6 сентября 1881 года в Туле в мещанской семье. Отец его был учителем, а мать — домохозяйкой. Начальное образование получил дома, продолжил образование в земской школе (1894 – 1897 гг.), затем в техническом училище (1897 – 1900 гг.). 23 сентября 1903 года поступил в Одесское пехотное юнкерское училище, которое окончил 26 марта 1906 года по 2 разряду. По окончании училища подпоручик М.Г. Дьяконов был назначен в 37-й Екатеринбургский пехотный полк, базировавшийся в городе Лодзь (Петроковская губерния) до 1907 года. В Первую Мировую войну служил офицером в том же полку начальником команды связи, в чине поручика. В мае 1915 года М.Г. Дьяконов направляется в командировку в Петроград с назначением на должность начальника специальных мастерских Офицерской стрелковой школы в Ораниенбауме, а также на обучение в Офицерскую военно-автомобильную школу и оказание помощи в формировании автоброневых частей. Уже 8 марта 1916 года на полигоне под Ораниенбаумом штабс-капитан М. Г. Дьяконов демонстрирует своё первое изобретение: ружейную гранату, которая выстреливалась из ствола нарезной «мортирки» его конструкции.
К 24 декабря того же года гранатомёт Дьяконова прошёл испытания на Юго-Западном фронте и для нужд формирований Русской императорской армии (РИА) было заказано 40 000 мортирок и 6 125 000 гранат. А 9 июня 1917 года гранатомёт Дьяконова был официально принят на вооружение РИА, но в связи с демобилизацией промышленности России, 1 марта 1918 года, все работы по производству гранатомёта и гранат системы М. Г. Дьяконова были свёрнуты.
После Октябрьской революции Дьяконов плотно сотрудничает с Артиллерийским комитетом.
С 1921 года работает консультантом на заводе «Прогресс» в Петрограде (с 1962 года — одно из подразделений Ленинградского оптико-механического объединения в Ленинграде).
В 1928 году ружейная граната Дьяконова и гранатомёт для стрельбы ею были приняты на вооружение Красной Армии (РККА).
В 1930 году становится начальником лаборатории в только что организованном ЦКБ ПТВ (ЦКБ-22) (сейчас — ФГУП «Научно-исследовательский институт "Поиск"»).
Принимал участие в модернизации гранаты образца 1914 года.
В 1933 году на вооружение РККА была принята ручная граната РГД-33 конструкции Дьяконова, ставшая основной в армии в предвоенные годы.
Под его руководством в 1930—1936 годах велось проектирование ручных и ружейных гранат. В 1936 году им была разработана пистолетная мортирка.
К 1938 году Михаил Григорьевич создал, по схеме унитарного ствола, оригинальный 37-мм миномёт-лопату.
Группа под руководством М. Г. Дьяконова до Великой Отечественной войны разрабатывала универсальную ручную, ружейную, дистанционную и ударную гранату. Однако в связи с созданием в 1940 году специализированного конструкторского бюро ГСКБ-30 работы по гранатам в ЦКБ-22 практически были свёрнуты.
В 1941 году руководил разработкой ручной противотанковой гранаты по заданию Военного Совета Северного фронта на базе гранаты РГД-33.
М. Г. Дьяконов является автором капитального трехтомного труда «Теория артиллерийского огня».

## Разработки
- Ружейный гранатомёт системы Дьяконова
- РГ-1914/30 — Граната образца 1914/30 г.
- РГД-33 — ручная граната Дьяконова образца 1933 года[4].
- Миномёт-лопата (1938 год)